# Contratilidade miocárdica
A contratilidade miocárdica representa a capacidade inata do músculo cardíaco (miocárdio) de se contrair. A capacidade de produzir mudanças na força durante a contração resulta de graus incrementais de ligação entre diferentes categorias de tecido, ou seja, entre os filamentos de tecido de miosina (espesso) e de actina (fino). O grau de ligação depende da concentração de íons de cálcio na célula.